# Idiocera tuckeri
Idiocera tuckeri är en tvåvingeart som först beskrevs av Alexander 1921.  Idiocera tuckeri ingår i släktet Idiocera och familjen småharkrankar. Inga underarter finns listade i Catalogue of Life.